# Marlon Wayans

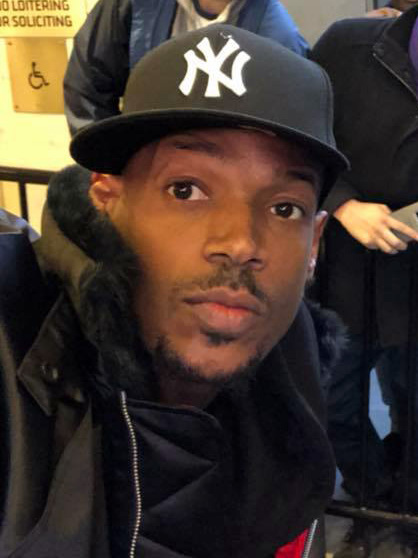
Marlon Wayans (2018)

Marlon Lamont Wayans (* 23. Juli 1972 in New York City) ist ein US-amerikanischer Schauspieler, Drehbuchautor und Filmproduzent.

## Leben und Karriere
Marlon Wayans ist der Sohn von Howell und Elvira Wayans. Er hat insgesamt neun Geschwister; vier Brüder: Dwayne, Keenen Ivory, Damon, Shawn und fünf Schwestern: Kim, Nadia, Elvira, Diedre und Vonnie.
Seinen ersten kleinen Filmauftritt hatte Wayans bereits mit 16 Jahren in dem Film Ghettobusters. Noch während des Studiums übernahm er weitere kleine Rollen und nach dem Universitätsabschluss folgte ab dem Jahr 1995 die Fernsehserie The Wayans Bros., in der er neben seinem Bruder Shawn Wayans die Hauptrolle übernahm. Die Serie erfreute sich in den USA einer großen Beliebtheit und machte die Wayans-Brüder national bekannt. International konnten die beiden mit dem Film Scary Movie ihren Durchbruch feiern. Seitdem ist Marlon Wayans regelmäßig in Kinoproduktionen zu sehen, u. a. in Einer von Sechs (2019) oder im Aretha-Franklin-Biopic Respect (2021).
Er sollte ursprünglich Robin in Batmans Rückkehr spielen, doch der Regisseur Tim Burton fand, dass es dann zu viele Figuren in dem Film gegeben hätte. In dem folgenden Film Batman Forever sollte Marlon Wayans dann wirklich zum Einsatz kommen, aber so weit kam es wieder nicht, da Regisseur Burton durch Joel Schumacher ersetzt wurde, der Chris O’Donnell für die Rolle des Robin engagierte.
Für seine Rolle in Little Man erhielt Wayans bei den Verleihungen zur Goldenen Himbeere 2007 zusammen mit seinem Bruder Shawn in den Kategorien Schlechteste Filmpaarung und Schlechtester Schauspieler je eine Trophäe. Da er auch am Drehbuch mitwirkte, erhielt er die Goldene Himbeere auch für die Schlechteste Neuverfilmung sowie Nominierungen in zwei weiteren Kategorien.
In den meisten Filmen, wie in Scary Movie, Scary Movie 2, Ladykillers und White Chicks wird er in den deutschen Versionen von Bernhard Völger synchronisiert. In Little Man war sein deutscher Sprecher Björn Schalla.
2005 heiratete er Angelica Zackary; das Paar ließ sich 2013 scheiden. Sie haben zwei gemeinsame Kinder.

## Filmografie (Auswahl)

### Schauspieler
- 1988: Ghettobusters (I'm Gonna Git You, Sucka)
- 1992: Meh’ Geld (Mo' Money)
- 1994: Above the Rim
- 1995–1999: The Wayans Bros. (Fernsehserie, 101 Folgen)
- 1996: Hip Hop Hood – Im Viertel ist die Hölle los (Don't Be a Menace to South Central While Drinking Your Juice in the Hood)
- 1997: Der Teamgeist (The Sixth Man)
- 1998: Senseless
- 2000: Dungeons & Dragons
- 2000: Requiem for a Dream
- 2000: Scary Movie
- 2001: Scary Movie 2
- 2004: Ladykillers
- 2004: White Chicks
- 2006: Little Man
- 2007: Norbit
- 2009: G.I. Joe – Geheimauftrag Cobra (G.I. Joe: The Rise of Cobra)
- 2009: Dance Flick – Der allerletzte Tanzfilm (Dance Flick)
- 2010: Marmaduke (Synchronstimme von Blitz)
- 2013: Ghost Movie (A Haunted House)
- 2013: Taffe Mädels (The Heat)
- 2014: Ghost Movie 2 (A Haunted House 2)
- 2016: Fifty Shades of Black
- 2017: Naked
- 2017–2018: Marlon (Fernsehserie, 20 Episoden)
- 2019: Einer von Sechs (Sextuplets)
- 2020: On the Rocks
- 2021: Respect
- 2022–2024: Bel-Air (Fernsehserie, 3 Episoden)
- 2022: The Curse of Bridge Hollow
- 2023: Air: Der große Wurf (Air)

### Drehbuchautor
- 1995–1999: The Wayans Bros. (Fernsehserie, 100 Folgen)
- 1996: Hip Hop Hood – Im Viertel ist die Hölle los (Don't Be a Menace to South Central While Drinking Your Juice in the Hood)
- 2000: Scary Movie
- 2001: Scary Movie 2
- 2004: White Chicks
- 2006: Little Man
- 2009: Dance Flick – Der allerletzte Tanzfilm (Dance Flick)
- 2013: Ghost Movie (A Haunted House)
- 2014: Ghost Movie 2 (A Haunted House 2)
- 2016: Fifty Shades of Black
- 2017: Naked
- 2017–2018: Marlon (Fernsehserie, 20 Folgen, Schöpfer)
- 2019: Einer von Sechs (Sextuplets)

### Produzent
- 1997–1999: The Wayans Bros. (Fernsehserie, 47 Folgen)
- 2000: Scary Movie
- 2004: White Chicks
- 2006: Little Man
- 2009: Dance Flick – Der allerletzte Tanzfilm (Dance Flick)
- 2013: Ghost Movie (A Haunted House)
- 2014: Ghost Movie 2 (A Haunted House 2)
- 2016: Fifty Shades of Black
- 2017: Naked
- 2017–2018: Marlon (Fernsehserie, 13 Folgen)
- 2019: Einer von Sechs (Sextuplets)
- 2022: The Curse of Bridge Hollow